# Garé
Garé est un village et une commune du comitat de Baranya en Hongrie.